# GSP Jupiter
GSP Jupiter – румунська самопідіймальна бурова установка.

## Загальні відомості
У межах програми пошуку родовищ на чорноморському шельфі Румунія організувала на верфі у дунайському Галаці (наразі Damen Shipyard Galati) спорудження бурових установок за придбаним в США проектом. Шостою в цій серії стала установка Jupiter, завершена будівництвом у 1987 році.
За своїм архітектурно-конструктивним типом судно відноситься до самопідіймальних (jack-up). Воно має чотири опори довжиною по 122 метра та може діяти в районах з глибинами до 91 метра. Роботи провадяться при максимальній висоті хвиль до 9 метрів та їх інтервалі у 12 секунд і швидкості вітра до 50 вузлів. Судно здатне витримувати шторм при максимальній висоті хвиль до 12 метрів та їх інтервалі у 10 секунд і швидкості вітра до 86 вузлів.
Розміщена на борту бурова установка Upetrom TFM-55 потужністю 3000 кінських сил дозволяє здійснювати спорудження свердловин глибиною 9,1 км. Первісно для проведення бурових робіт судно мало займати місце над устям свердловини (slot type). В 2007-му на верфі Lamprell у Об’єднаних Арабських Еміратах провели модернізацію з оснащенням Jupiter кантилевером – виносною консоллю для бурового обладнання, яка дозволяє провадити роботи над існуючими нафтовими платформами.
Силова установка Jupiter базується на 5 двигунах Caterpillar 3512 загальною потужністю 6,2 МВт, крім того, існує один аварійний двигун Caterpillar C-18 DI-TA потужністю 0,43 МВт.
Судно є несамохідним, тому пересування до місця виконання робіт повинне здійснюватись шляхом буксирування.
На борту може проживати 95 осіб.
Jupiter має майданчик для гелікоптерів розмірами 24,4х24,4 метра, призначений для прийому машин типів Puma SA 330, Bell 212 – Bell 412.
Упродовж майже двох десятків років судно належало державній нафтовій компанії Petrom, яку в 2004-му приватизували і продали австрійській OMV. У 2005-му Petrom продала весь свій флот активних самопідіймальних бурових установок, і в тому числі Jupiter, румунській компанії Grup Servicii Petroliere (GSP). Остання в 2008-му провела перейменування суден свого флоту, додавши до кожної назви початковий елемент «GSP», так що Jupiter став носити назву GSP Jupiter.

## Служба судна
У 1989-му Jupiter встановили замість стаціонарної платформи для пришвидшення розробки нафтогазового родовища Лебада-Схід (можливо відзначити, що так само вчинили і з самопідіймальними  буровими установками Gloria та Fortuna). Втім, подальше облаштування родовища за допомогою стаціонарних платформ дозволило вже у 1990-х повернути Jupiter до бурових робіт.
Відомо, що травня 2004-го по травень 2010-го судно працювало для компанії Petrom SA, для якої провадило роботи на родовищах Лебада-Захід (свердловини LV03, LV04, LV05), Лебада-Схід (L1, L2, L02, L04), Пескарус (66bis), Сіноє (316, 318). В 2007-му саме GSP Jupiter пробурило свердловину Delta 4, яка виявила нафтове родовище Дельта, а в 2009-му спорудило свердловину Delta 6, через яку організували видобуток з нового об’єкта.
Влітку 2010-го судно залучили до робіт у болгарському секторі Чорного моря на замовлення компанії Melrose Resources. Тут у липні завершили спорудження свердловини Kavarna East-1, яка на позначці у 839 метрів досягнула цільового резервуару у відкладеннях палеоцену, що стало відкриттям невеликого газового родовища Каварна-Схід. До кінця літа 2010-го в межах облаштування іншого блогарського родовища Каліакра GSP Jupiter провело встановлення підводної фонтанної арматури на свердловині Kaliakra-2.
З жовтня 2010-го по червень 2011-го GSP Jupiter знову працювало у інтересах компанії Petrom. Роботи переважно виконувались на родовищах Лебада-Захід (свердловини 825, LV06) та Лебада-Схід (G10, L4), проте навесні 2011-го судно також спорудило розвідувальну свердловину Dorada-1, про відкриття вуглеводнів у якій нічого невідомо.
У липні – серпні 2011-го на замовлення Melrose Resources GSP Jupiter пробурило у болгарському секторі розвідувальну свердловину Kaliakra East-1, яка не змогла виявити цільовий резервуар.
В березні – квітні 2012-го судно провело роботи з капітального ремонту на свердловині L4 родовища Лебада-Схід, після чого вирушило у турецький сектор Північного моря для виконання замовлення турецької компанії TPAO. Тут за сім десятків кілометрів на північний захід від виходу з Босфору, в районі з глибиною моря 85 метрів, GSP Jupiter спорудило свердловину Istranca-1 глибиною 3650 метрів, в якій отримали газопрояви.
У жовтні 2012-го судно повернулось до румунської економічної зони для робіт за контрактом зі Sterling Resources. Спершу в районі з глибиною моря 91 метр пробурили розвідувальну свердловину Ioana-1 довжиною 1950 метрів, яка показала численні газопрояви, проте не призвела до відкриття покладів вуглеводнів. Після цього бурова установка перейшла на сім десятків кілометрів північніше та спорудила свердловину Eugenia-1 в районі з глибиною моря 55 метрів, одразу на захід від структури «Олімпійська», на якій у 2001 році українська компанія «Чорноморнафтогаз» виявила газопрояви у відкладеннях еоцену. Тепер же Sterling Resources заклала розвідувальну свердловину з метою перевірити розташовану на одному тренді з «Олімпійською» структуру. Eugenia-1 досягнула глибини у 2276 метрів та виявила газ у вапняках еоцену та двох пісковикових інтервалах верхньої крейди, а також газопрояви у відкладеннях олігоцену. Втім, оголошення про комерційне відкриття за цим не зробили.
За цим у грудні 2012-го – лютому 2013-го GSP Jupiter знову працювало на родовищі Лебада-Захід, де його об’єктом була свердловина LV-11.
Далі судно покинуло Чорне море та попрямувало до узбережжя Тунісу, де на замовлення консорціуму під операторством Cooper Energy на початку березня 2013-го розпочало спорудження свердловини Hammamet West-3. Закладена в районі з глибиною моря 50 метрів, вона повинна була мати горизонтальну ділянку та призначалась для уточнення даних щодо покладів вуглеводнів у формації сантоніанського ярусу. При цьому первісно планувалось, що по завершенні туніського контракту GSP Jupiter вирушить до арктичного узбережжя Росії для спорудження свердловини на Долгинському нафтовому родовищі (Печерське море), де через суворі погодні умови можливо працювати лише у короткий літньо-осінній період. Втім, у підсумку  GSP Jupiter перебувало біля узбережжя Тунісу щонайменше до жовтня, де спробувало пробурити бічний стовбур на Hammamet West-3, проте так і не змогло його завершити через проблеми з поглинанням бурового розчину (можливо відзначити, що свердловину на Долгинському спорудила вже у 2014-му інша самопідіймальна установка тієї ж румунської компанії – GSP Saturn).
Наприкінці 2013-го судно прибуло у східну частину Середземного моря (у другій половині листопада його спостерігали біля північнокіпрської гавані Кіренія), де з січня 2014-го розпочало роботи для турецької компанії TPAO на свердловині Gulchihan-1, а у квітні 2014-го працювало на свердловині Gulchihan-2. Є дані, що того ж року воно продовжило роботу для  TPAO у Чорному морі.
У липні 2016-го GSP Jupiter законтрактували для буріння в Тунісі для тунісько-алжирської компанії Numhyd. На той момент воно знаходилось у кіпрському Лімассолі, де проходило підготовку до нового завдання.
Тим часом у Греції узялись за реалізацію проекту по освоєнню нафтового родовища Епсілон, розташованого на півночі Егейського моря в затоці Кавала. Тут в районі з глибиною моря 40 метрів запланували встановити платформу Лямбда, котра матиме 15 слотів для свердловин. Втім, на першому етапі тут мали бути лише 3 видобувні свердловини, спорудження яких влітку 2018-го розпочало GSP Jupiter.
Однією з подальших робіт мало стати буріння 9 свердловин в межах проекту розширення турецького підземного сховище Сіліврі (Мармурове море). Втім, у підсумку це завдання передали турецькій компанії ME-ADS, яка спеціально придбала самопідйомну установку Anadolu 01.
Як показують дані інформаційних систем, станом на червень 2021-го GSP Jupiter знову знаходилось у грецькій затоці Кавала.